# بيمبروك (نيوهامشير)
بيمبروك (بالإنجليزية: Pembroke, New Hampshire)‏ هي معلم جغرافي تقع في الولايات المتحدة في مقاطعة ميريماك. يقدر عدد سكانها بـ 7,115 نسمة ومساحتها 59.5 كم2 وترتفع عن سطح البحر 126 متر.

## أعلام
- هنري جيمس كار
- توماس دبليو. نوكس
- برايان فوستر